# Polotloušťka materiálu
Polotloušťka materiálu udává sílu materiálu, která sníží radiační zatížení na polovinu. Čím menší je polotloušťka, tím lépe daný materiál radiaci odstíní. Obecně nejlepší schopnost stínění radiace mají těžké prvky jako např. olovo.
Polotloušťka téhož materiálu je různá pro různé druhy záření (alfa, beta, gama) a jeho energetického spektra.

## Výpočet
d1/2=ln2÷μ
kde d1/2 je polotloušťka a μ je lineární součinitel zeslabení